# Adoretus bechynei
Adoretus bechynei är en skalbaggsart som beskrevs av Frey 1970. Adoretus bechynei ingår i släktet Adoretus och familjen Rutelidae. Inga underarter finns listade i Catalogue of Life.